# Francisco Flores da Cunha
Francisco Flores da Cunha (Santana do Livramento, 23 de maio de 1875 — Santana do Livramento, 11 de maio de 1964) foi um farmacêutico e político brasileiro.
Nasceu na estância São Miguel, uma das propriedades rurais de sua família, em Santana do Livramento. Era filho de Evarista Flores da Cunha (1855 - 1925) e Miguel Luís Flores da Cunha (1852 - 1918), um dos estancieiros mais ricos da região, membro de famílias tradicionais da província de São Pedro do Rio Grande do Sul. Francisco Flores da Cunha era bisneto do coronel da Guarda Nacional José Antônio Martins, também estancieiro na região. Era irmão do general José Antônio Flores da Cunha, interventor federal e, posteriormente, presidente eleito do estado do Rio Grande do Sul e senador pelo mesmo estado, casado com Irene Guerra. Francisco casou-se com Francisca Chaves, filha do presidente da província de Minas Gerais e de Santa Catarina, senador Antônio Gonçalves Chaves.
Francisco Flores da Cunha e seu irmão, José Antônio Flores da Cunha, são famosos ascendentes da tradicional família Flores da Cunha'.
Foi eleito prefeito de Quaraí (1900-1904) e depois deputado estadual em diversas legislaturas, de 1905 a 1924, em 1930 foi eleito deputado federal e em 1935 assumiu como senador pelo PRL - Partido Republicano Liberal, fundado por seu irmão, José Antônio Flores da Cunha.